# Spacer z aniołami
Spacer z Aniołami – polski film dokumentalny z 2021 w reżyserii Tomasza Wysokińskiego, w całości nakręcony w RPA. Zdjęcia powstawały w Johannesburgu i otaczających go townshipach na przestrzeni czterech lat. Premiera filmu odbyła się 31 maja 2021 - podczas Krakowskiego Festiwalu Filmowego, gdzie film otrzymał nagrodę główną - Złotego Lajkonika.

## Opis filmu
Każdego dnia w RPA znika wiele dzieci. Uciekają z domów, są z nich wyrzucane lub uprowadzane, a potem zmuszane do prostytucji lub padają ofiarą mordów rytualnych. Misją mężczyzny o imieniu Jerry jest ich odnajdywanie. W trakcie filmu poszukuje on dziewczynki porwanej w Soweto. Duchy przodków mówią, że dziecko żyje, ale ostrzegają, że odnalezienie go może spowodować śmierć jego matki. Poszukiwania podjęte przez Jerry'ego przywołują bolesne wspomnienia. Będąc jeszcze dzieckiem, żył na ulicy, skąd rekrutowano go w szeregi zbrojnego ramienia Afrykańskiego Kongresu Narodowego, w którym walczył z reżimem apartheidu. Zabliźnione rany krwawią na nowo, a konfrontacja z przeszłością ujawnia prawdziwą duszę Jerry'ego.

## Nagrody
- Krakowski Festiwal Filmowy - Konkurs Polski - Złoty Lajkonik
- Krakowski Festiwal Filmowy - Konkurs Polski - Wyróżnienie Jury - Paweł Mykietyn
- Krakowski Festiwal Filmowy - Konkurs Polski - Nagroda dla najlepszego producenta - Piotr Kobus, Agnieszka Drewno
- Festiwal Filmowy Opolskie Lamy - Grand Prix
- Międzynarodowy Festiwal Filmowy "HumanDoc" - Grand Prix[4]